# Cadeia de valor

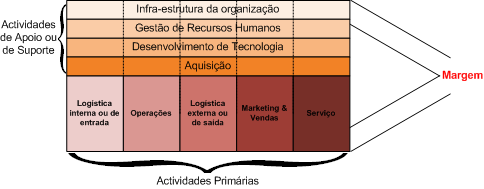
Modelo de Porter

O conceito de cadeia de valor pode ser definido como o conjunto de atividades desenvolvidas ao longo do processo de conceção e produção do produto de modo a que o produto chegue ao cliente da melhor forma possível. O conceito foi introduzido por Michael Porter em 1985.
Ao dividir as atividades da operação diária da empresa de acordo a sua relevância estratégica, tornou-se possível analisar o comportamento dos custos e das fontes existentes, assim como potenciais pontos de diferenciação em cada processo de negócio, otimizando o valor final que o seu produto representa para o cliente. A liderança de custo e a diferenciação pela qualidade acrescem valor ao produto e proporcionam vantagem competitiva à organização no contexto da indústria em que se insere, sendo as principais estratégias que uma empresa pode utilizar para dar ao mercado uma oferta competitiva e diferenciadora.
A cadeia de valor de uma organização insere-se num contexto mais amplo de atividades e constitui um sistema de valores onde estão integradas também as cadeias de valor de fornecedores e de distribuidores.
A vantagem competitiva é, cada vez mais, fruto das capacidades de eficácia e eficiência com que uma organização administra todo o sistema.
A cadeia de valor permite a compreensão do fluxo de agregação de valor ao consumidor final no âmbito de uma ou mais unidades de negócio interdependentes, isto é, retrata uma cadeia de atividades situadas em uma ou mais organizações independentes. O conceito de Arquitetura de Processos representa o detalhamento ou o desdobramento de uma cadeia de valor para os níveis tático e operacional.

## Características
A cadeia generalista de Porter é composta pelos conjuntos de atividades primárias e de atividades de apoio desempenhadas por uma organização, pela margem de valor acrescentado em cada uma das atividades e pelas relações estabelecidas entre si.

### Atividades primárias
As atividades primárias são as maneiras que as pessoas conseguem ver e relacionam-se com a criação ou transformação dos produtos e serviços.
- Logística interna ou de entrada: Atividades relacionadas com recepção, armazenamento e distribuição dos produtos e das Matérias-primas.
- Operações: Atividades relacionadas com a transformação das matérias-primas em componentes ou produtos finais;
- Logística Externa ou de saída: Atividades relacionadas com o recolhimento, armazenamento e distribuição física do produto aos compradores;
- Marketing e Vendas: Atividades relacionadas com a comercialização e a promoção do produto;
- Serviço: Atividades relacionadas com o serviço pós-venda que acrescentam valor ao produto oferecido.

### Atividades de apoio ou de suporte
As atividades de suporte, como o próprio nome indica, são as que apoiam, direta ou indiretamente, a execução das atividades primárias.
- Infraestrutura da empresa: Atividades relacionadas com a gestão global e a gestão da rede de relacionamentos da organização (planejamento, gestão da qualidade, administração, contabilidade, finanças);
- Gestão de Recursos Humanos: Atividades relacionadas com a gestão de recursos humanos (contratação, formação, remuneração, determinação das qualificações e da motivação do pessoal);
- Desenvolvimento Tecnológico: Investimento aplicado em tecnologia que contribui para a melhoria dos produtos ou processos;
- Aquisição: Atividades relacionadas com a compra de matérias-primas e outros inputs.

### Margem
O valor consiste no montante que os compradores estão dispostos a pagar pelo produto que uma organização oferece. Uma organização é rentável se o valor que o produto representa para o comprador é superior ao valor envolvido na sua criação. A margem é a diferença entre o valor total e o custo coletivo da execução das atividades da cadeia de valor.

## Atividades da cadeia de valor
De acordo com a estratégia adotada, as atividades da cadeia de valor de uma empresa podem ser caracterizadas como:
- Atividades estratégicas: são imprescindíveis à implementação da estratégia, uma vez que afetam diretamente o desempenho da empresa nos fatores críticos de sucesso do negócio. Por isso, devem poder usufruir de todos os recursos requeridos, tanto em quantidade, como em qualidade.

- Atividades tácticas: são necessárias mas não suficientes para a implementação da estratégia, na medida em que complementam ou suportam a ação das atividades estratégicas. Por isso, devem ser asseguradas numa perspectiva de optimização da relação custo/benefício.

- Atividades de base: são necessárias ao funcionamento da empresa, qualquer que seja a sua estratégia, mas têm um impacto muito reduzido no seu desempenho competitivo. Por isso, devem ser asseguradas com um mínimo de custos para o nível de qualidade desejado.

### Relações ou Elos da cadeia de valor
Existem diversos tipos de elos ou relações, os mais óbvios são aqueles entre as atividades de apoio e as atividades primárias. Segundo Porter, é possível verificar, através das relações existentes numa cadeia de valor, que a mesma função pode ser desempenhada de formas diferentes; o custo ou o desempenho de atividades diretas pode ser optimizado através da melhoria do desempenho em atividades indiretas; atividades executadas no seio de uma organização reduzem a necessidade de demonstrar, explicar ou prestar assistência técnica a um produto no campo; funções de garantia de qualidade podem ser desempenhadas de forma diferente.
Relações ou elos horizontais
Consideram-se relações ou elos de ligação horizontais as que se estabelecem entre as actividades ou os processos de negócio de uma organização. As atividades de valor não se apresentam de forma isolada, elas interagem formando um sistema de atividades interdependentes, criando um intercâmbio no desempenho de cada uma passível de ser optimizado. A forma como a atividade é desempenhada afeta o custo ou a eficiência das outras atividades e é através da coordenação das relações entre elas que se obtém valor acrescido ao valor representado por cada qual individualmente.
Relações ou elos verticais
Uma organização poderá ter vantagem competitiva no mercado, quando ela possui um bom relacionamento com seus fornecedores. Para além das relações existentes na cadeia de valor de cada organização existem igualmente relações ou elos nas cadeias de valor dos fornecedores e dos canais. A coordenação e a negociação com os fornecedores e distribuidores permite delinear linhas estratégicas benéficas para todas as organizações envolvidas. Porter designa a interação mantida com os meios de distribuição de elo de canal.

## Metodologia
A Análise da Cadeia de Valores tem como principais objetivos: 
- Compreender as fontes de vantagem competitiva da organização;
- Rever as práticas de negócio de forma a antecipar as tendências de mercado;
- Divulgar as regras de negócio da organização;
- Disponibilizar uma visão completa fluxo de informação na organização e de todas as relações entre os processos;
- Avaliar a rentabilidade das operações e o posicionamento de produtos e serviços no mercado;
- Promover a evolução do desempenho dos processos na organização.

É através da análise dos fluxos de informação que ocorrem dentro da organização e no meio envolvente da indústria em que se insere que é possível delinear a estratégia da organização adaptada com vista ao alcance da excelência. O método de análise da cadeia de valor permite detectar qualquer necessidade emergente de reposicionamento estratégico e realinhamento no contexto do processo de negócio e reconstituir modelos de arquitetura da informação ao reconfigurar a própria cadeia de valor.
Independentemente do modelo organizacional adaptado, construir e usar uma cadeia de valor implica uma metodologia comum: 
- Análise da cadeia de valor interna (identificar que custos, receitas e ativos estão relacionados com cada atividade);
- Análise da cadeia dos cost drivers ou determinantes de custo que regulam cada atividade;
- Controle dos cost drivers ou determinantes de custo como meio de vantagem sobre as organizações concorrentes.

## Escopo da cadeia de valor
O escopo ou perspectiva da cadeia de valor define a natureza competitiva de uma organização no âmbito do mercado industrial em que se insere e determina a configuração e a economia do próprio modelo de cadeia de valor. É possível observar a cadeia de valor sob as seguintes perspectivas:
- Escopo do Segmento: refere-se à variedade de produtos produzidos e de compradores atendidos;
- Escopo Vertical: refere-se à execução das atividades (internamente ou em regime de outsourcing);
- Escopo Geográfico: refere-se à variedade de indústrias afins em que a empresa compete com uma estratégia coordenada.

Um escopo amplo permite a exploração das relações existentes entre as cadeias de valor num contexto de vários segmentos, área geográfica ou indústria, enquanto que um escopo estreito permite o ajustamento da cadeia para atender um segmento alvo. A amplitude e a estreiteza do escopo são exercidas sobre os concorrentes. Dada a existência de múltiplas formas de segmentar uma indústria e de explorar as inter-relações, o escopo pode ser combinado.